# Tumbarumba
Tumbarumba – miasto w Australii, w stanie Nowa Południowa Walia.